# Cataingan

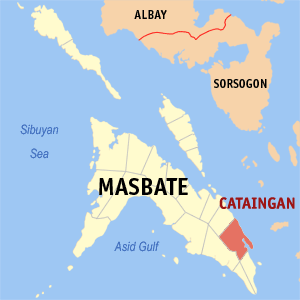
Bản đồ Masbate với vị trí của Cataingan

Cataingan là một đô thị hạng 3 ở tỉnh Masbate, Philippines. Theo điều tra dân số năm 2015 của Philipin, đô thị này có dân số 50.327 người trong. 

## Các đơn vị hành chính
Cataingan được chia ra 36 barangay.
| - Abaca - Aguada - Badiang - Bagumbayan - Cadulawan - Cagbatang - Chimenea - Concepcion - Curvada - Divisoria - Domorog - Estampar | - Gahit - Libtong - Liong - Maanahao - Madamba - Malobago - Matayum - Matubinao - Mintac - Nadawisan - Osmeña - Pawican | - Pitogo - Poblacion - Quezon - San Isidro - San Jose - San Pedro - San Rafael - Santa Teresita - Santo Niño - Tagboan - Tuybo - Villa Pogado |